# Покровський чоловічий монастир (Ракошино)
Покровський чоловічий монастир — монастир, що належить УПЦ МП, розташований в с. Ракошино, Мукачівського району на трасі Київ — Чоп.

## Історія
Церкву монастиря збудовано в 1922-1927 роки за проектом офіцера-емігранта з Росії Всеволода Коломацького. Ще будучи юнаком, Коломацький сім раз був поранений. Він керував 120-м полком в Мукачеві, а пізніше прийняв сан священика. Коломацький певний час був куратором церкви. Його дружина, яка померла при пологах, похована біля храму, там же похована і його донька. Церква має форму вигляд хреста, увінчений сімома куполами.
Будівництво храму розпочали 1922 року. Кошти на будівництво надавали селяни. В. Коломацький розмалював інтер'єр, але його розписи не збереглися. За радянських часів у храмі розташовувався музей атеїзму.

### Церква і моностир в сучасності
24 лютого 2001 роки указом єпископа Мукачівського і Ужгородського Агапіта (УПЦ московського патраірхату) було засновано Свято-Покровський чоловічий монастир Мукачівської єпархії Української Православної Церкви. В той час церква мала 14 соток землі, площу якої згодом розширили. При монастирі існує господарство, де вирощуються овочі, фрукти, ячмінь, худобу, у селі Чопівці в них є ферма, де відгодовують корів, курей, індичок, кролів, нутрій, кіз.
В монастирі відзначають такі храмові свята: свято Покрови Пресвятої Богородиці, третій день Великодня.

## Управління
В підпорядкуванні монастир має Покровський чоловічий скит (с. Кострино, Закарпатська обл.).
Керівником монастиря є Архімандрит Іларіон (Сирний).

## Святині
Монастир має такі святині:
- ікону «Знамення Божої Матері»  1920-х р.;
- «Іверську ікону Божої Матері»;
- шматочки мощей Св. Пантелеймона.